# Gulfstream
«Гольфстри́м Аэроспе́йс» («Галфстрим аэроспейс», англ. Gulfstream Aerospace Corporation) — американская авиастроительная корпорация, расположенная в городе Саванна, штат Джорджия, США. Gulfstream Aerospace Corporation специализируется исключительно на сегменте административных реактивных самолётов (бизнес-джетов). С 1958 года компания выпустила более 2000 самолётов. С 1999 года Gulfstream Aerospace Corporation является дочерней компанией General Dynamics. В настоящее время компания производит модели: G280, G500, G550, G600, G650/G650ER, G700. В разработке находятся модели: G800 (первый полёт 28 июня 2022).

## История компании

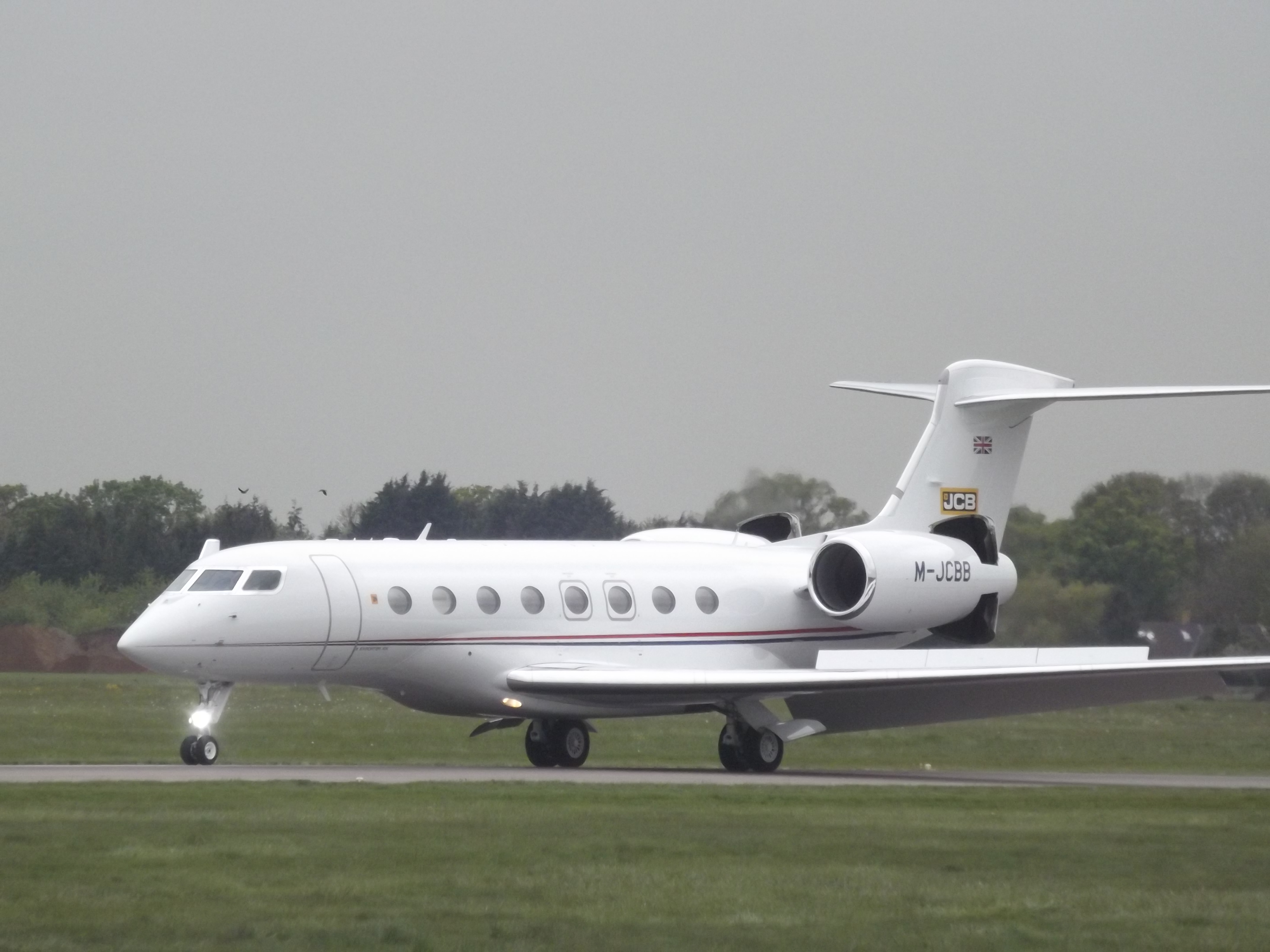
Флагманская модель Gulfstream G650

Gulfstream Aerospace берет своё начало в конце 1950-х годов, когда компанией Grumman Aircraft Engineering Co, выпускающая военные самолёты (Бетпейдж, шт. Нью-Йорк), создала один из первых бизнес-самолётов Grumman Gulfstream I (G-I). Это был турбовинтовой (модифицированный из палубной военной модели) самолёт, названный в честь океанического теплого течения Гольфстрим, протекающего вдоль флоридского побережья, любимого места отдыха руководства компании Grumman. G-I перевозил 12 пассажиров, имел максимальную скорость 563 км/ч, летал на высоте до 7620 метров на расстояние 3541 км. 
Затем был создан новый самолёт, реактивный Gulfstream II (первый полёт 2 октября 1966).
В 1960-x годах компания приняла решение разделить производства гражданских и военных самолётов. В 1966 сборка гражданских самолётов была перенесена в Саванну, штат Джорджия.
В 1972 году произошло слияние компаний Grumman и American Aviation Corp. (производитель самолётов гражданской авиации).
К 1977 году было выпущено 256 самолётов Gulfstream II. После этого завод в Саванне был продан компании American Jet Industries, управлял которой бизнесмен Аллен Полсон. Полсон занял должность президента и главного исполнительного директора компании. Корпорация получила название Gulfstream American. При нём началась разработка нового самолёта Gulfstream III. Первый полёт Gulfstream III совершил в конце 1979 года, а уже в следующем году был поставлен первому клиенту. Данный самолёт стал первым частным реактивным самолётом, который совершил перелёт через оба земных полюса.
В 1981 году Gulfstream представил самолёт Gulfstream GIIB. По техническим характеристикам самолёт был схож с Gulfstream III, но имел укороченный фюзеляж. Компания поставила 40 самолётов GIIB.
Проектирование самолёта Gulfstream IV началось в 1982 г.
Весной 1982 года число сотрудников возросло до 2,5 тысяч, тогда же компанию переименовали в Gulfstream Aerospace Corp.
Спустя год компания выставила на продажу около 8,8 млн акций.
В 1985 году Gulfstream был куплен автопроизводителем Chrysler за 637 млн долл. для диверсификации бизнеса в сторону высокотехнологичной индустрии, и в 1985 году компания впервые попала в рейтинг Fortune 500, заняв в нём 417-ю строчку.
К 1987 году компания поставила заказчикам 200 самолётов Gulfstream III и начала поставки Gulfstream IV. Gulfstream IV стал первым частным реактивным самолётом в деловой авиации, где в кабине пилота были установлены интегрированные многозадачные экраны вместо основных шести пилотажных приборов.
В 1989 году Аллен Полсон совместно с частной инвестиционной фирмой Forstmann Little & Co. выкупил компанию Gulfstream Aerospace Corp у Chrysler.
Последующие 10 лет после возвращения Аллена Полсона стали для Gulfstream временем больших успехов.
В 1994 компанией был подписан пятилетний договор с фирмой NetJets.
В 1995 году началась разработка нового частного реактивного самолёта Gulfstream GV, который стал первым бизнес-джетом сверхбольшой дальности.
В 1996 году был построен центр техобслуживания в Саванне.
Спустя год компания начала работы по одновременному производству сразу двух самолётов: GV и GIV-SP. Через несколько месяцев после выхода первой партии GV в июне 1997 году на новом самолёте были установлены около 40 рекордов по скорости и дальности перелётов. За разработку качественного бизнес-самолёта команду конструкторов наградили премией Collier Trophy 1997 года, которая является наиболее престижной наградой в космонавтике и аэронавтике в Северной Америке.

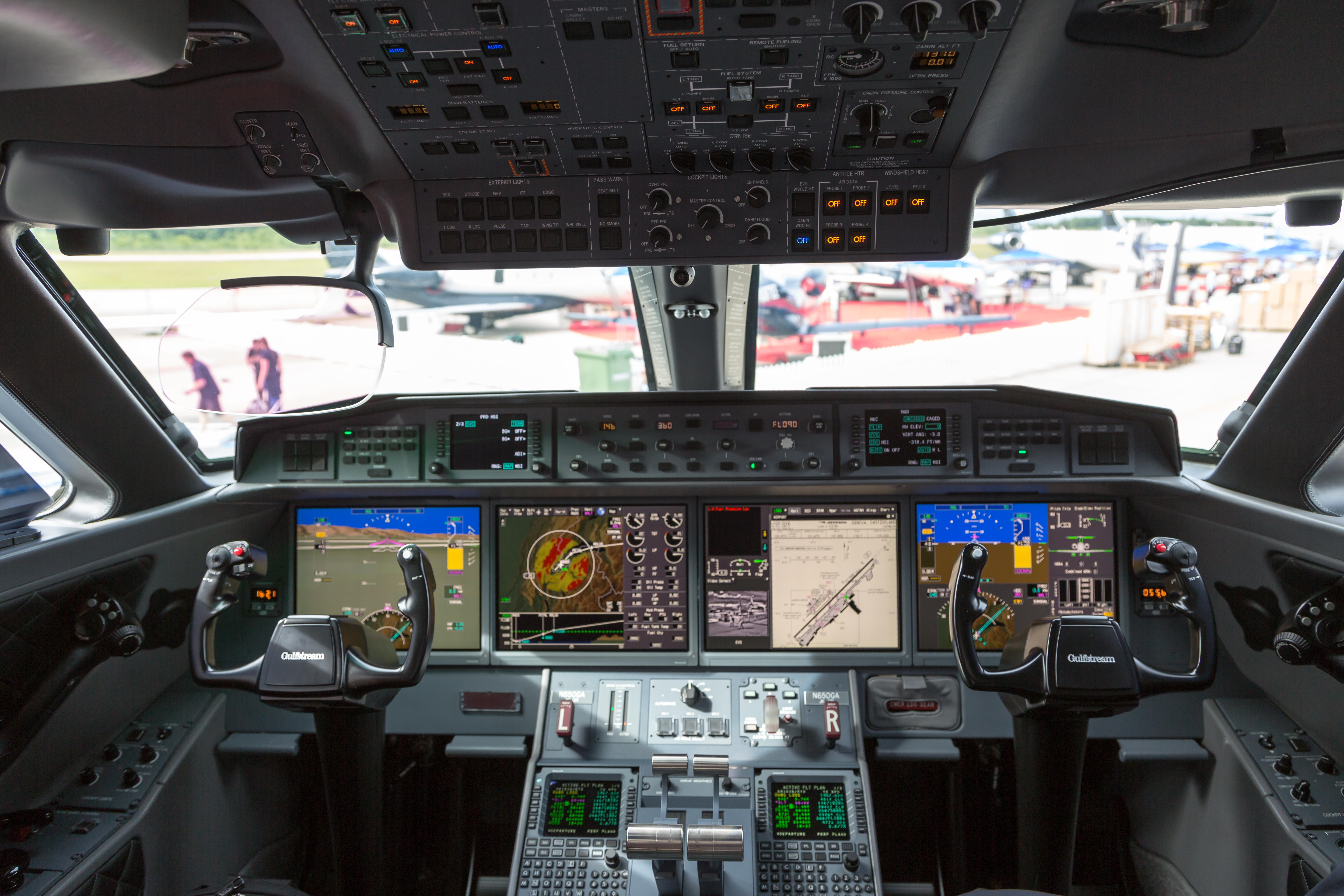
Кабина пилотов Gulfstream G650

В конце 1990-х новым владельцем Gulfstream Aerospace стала корпорация Дженерал Дайнемикс. В 2001 году «Дженерал Дайнемикс» приобрела компанию Galaxy Aerospace — производителя самолётов Astra SPX и Galaxy (модели G100/G150 и G200 (IAI-1126 Galaxy) выпускались в Израиле — на их основе были созданы самолёты Gulfstream G100 и G200).
В 2001 году Gulfstream Aerospace приобрела четыре центра технического обслуживания в США. На базе этих и уже имеющихся сервисных центров была создана компания General Dynamics Aviation Services, которая занималась обслуживанием и ремонтом самолётов. В начале 2000-х годов модельный ряд компании был представлен: сверхдальним Gulfstream IV, Gulfstream V, Gulfstream G550, Gulfstream G300, Gulfstream G200 и Gulfstream G100.
В 2003 году был приобретен первый технический центр за пределами США — в Лондоне. 
Также в 2003 году, был представлен новый самолёт Gulfstream G450. 
Через год был представлен самолёт Gulfstream G350.
В 2003 году компания была повторно награждена Collier Trophy за бизнес-джет G550, который стал первым гражданским самолётом, оснащённым системой улучшенного видения: кабина пилотов впервые в истории была оборудована интегрированными дисплеями 35,5-мм по диагонали.
С 2005 года Gulfstream начала устанавливать модули Broad Band Multi-Link (BBML) для возможности использования интернета на борту самолёта.

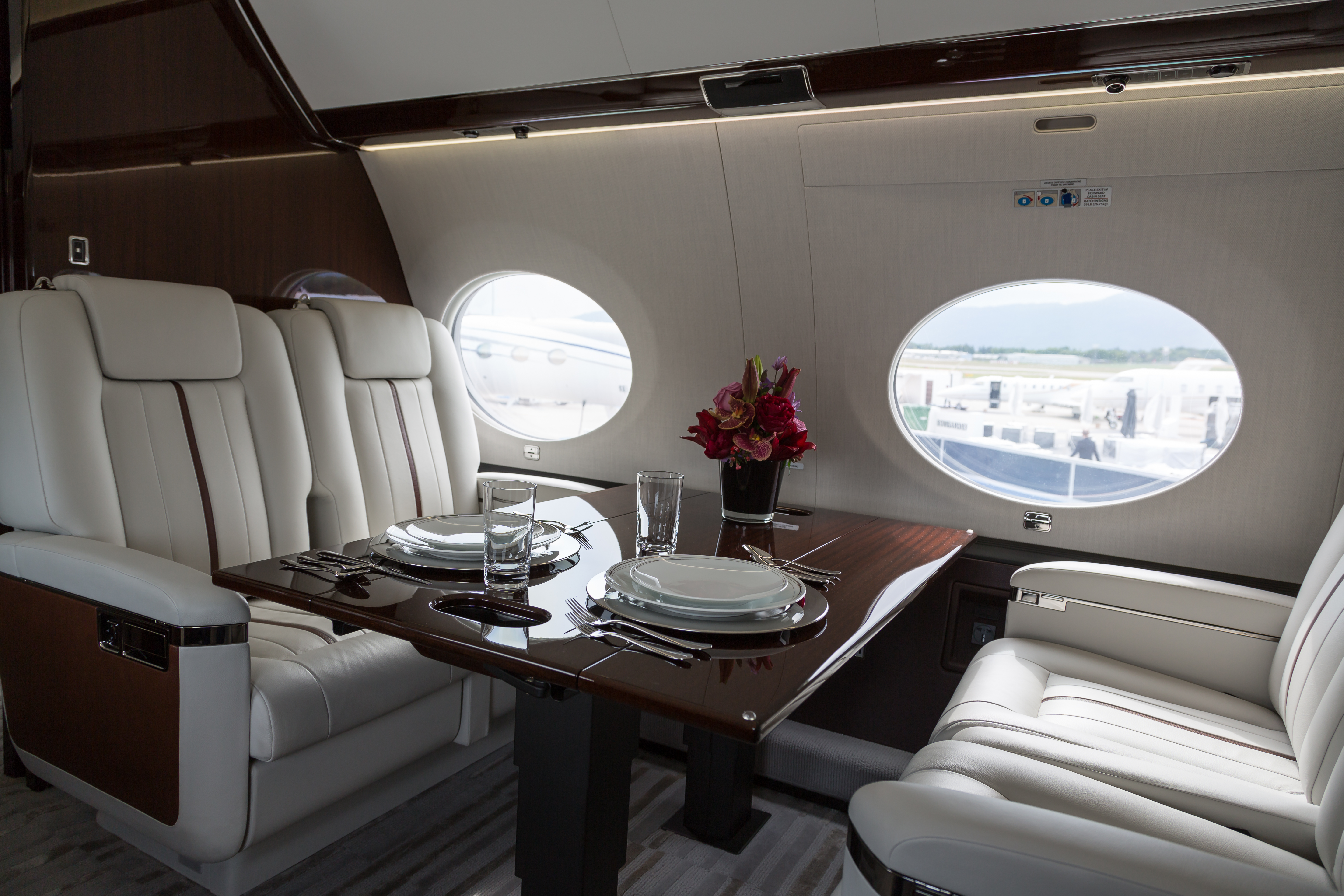
Интерьер Gulfstream G650

В 2006 году была анонсирована новая модель самолёта Gulfstream G150, который пришёл на смену G100, выпускавшемуся на протяжении 12 лет. G150 стал первым частным реактивным самолётом, который был сертифицирован по новым строгим стандартам шума FAA.
В 2007 году Gulfstream Aerospace первой в истории авиации провела полёт частного реактивного самолёта, оснащённого системой технического зрения и улучшенной системой видения одновременно.
В мае 2008 года был анонсирован Gulfstream G650. Он стал самым технически оснащённым и самым быстрым частным реактивным самолётом в истории авиации. В октябре был анонсирован новый самолёт G280 (первоначально назывался G250).
В 2014 году компания выиграла ещё один Collier Trophy за самолёт Gulfstream G650. Награда была назначена «за выдающиеся совокупные характеристики в лётных показателях, комфортабельность и безопасность» («significant technology advancements in aircraft performance, cabin comfort, and safety»).
За 2015 год компания Gulfstream Aerospace поставила клиентам 154 самолёта. Материнская компания General Dynamics получила общую выручку $7,809 млрд и чистую прибыль $764 млн.
В России техобслуживанием самолётов Gulfstream Aerospace занималась компания «Jet Aviation», у которой было российское подразделение с базой в аэропорту Внуково. В связи с введением санкций против России у некоторых российских владельцев самолётов возникли проблемы с техобслуживанием авиатехники данной марки.

## Самолёты в производстве
| Модель            | Дальность полёта, км | Пассажиры | Длина, м | Высота салона, м | Ширина салона, м |
| ----------------- | -------------------- | --------- | -------- | ---------------- | ---------------- |
| Gulfstream G650ER | 13 890               | До 19     | 30,41    | 1,96             | 2,59             |
| Gulfstream G650   | 12 964               | До 19     | 30,41    | 1,96             | 2,59             |
| Gulfstream G600   | 11 482               | До 19     | 29,29    | 1,93             | 2,41             |
| Gulfstream G500   | 9260                 | До 19     | 27,78    | 1,93             | 2,41             |
| Gulfstream G550   | 12 501               | До 19     | 29,39    | 1,88             | 2,24             |
| Gulfstream G450   | 8056                 | До 19     | 27,23    | 1,88             | 2,24             |
| Gulfstream G280   | 6667                 | До 10     | 20,37    | 1,91             | 2,18             |
| Gulfstream G150   | 5556                 | До 8      | 17,30    | 1,75             | 1,75             |

## Самолёты, снятые с производства
| Модель  | Название                | FAA разрешение | Двигатели   | Дальность, км | Единиц продано |
| ------- | ----------------------- | -------------- | ----------- | ------------- | -------------- |
| G-159   | Grumman Gulfstream I    | 1959           | Dart        | 4088          | 200            |
| G-1159  | Gulfstream II           | 1967           | Spey 511-8  | 6815          | 250+           |
| G-1159A | Gulfstream III          | 1980           | Spey 511-8  | 6963,5        | 200+           |
| G-1159B | Gulfstream G-II B       | 1981           | Spey 511-8  |               |                |
| G-IV    | Gulfstream IV/G300/G400 | 1987           | Tay 611-8   | 7963,6        | 500+           |
| GV      | Gulfstream V            | 1997           | BR710A1-10  | 12 038        | 190+           |
| GV-SP   | Gulfstream G550 GVsp    | 2003           | BR710 C4-11 | 12 501        | 500+           |
| GIV-X   | Gulfstream G450 G350    | 2004           | Tay 611-8C  | 8056          | 330+           |

### Прототипы
- SSBJ, совместная с ОКБ «Сухой» разработка сверхзвукового самолёта бизнес-класса.

## Самолёты компании

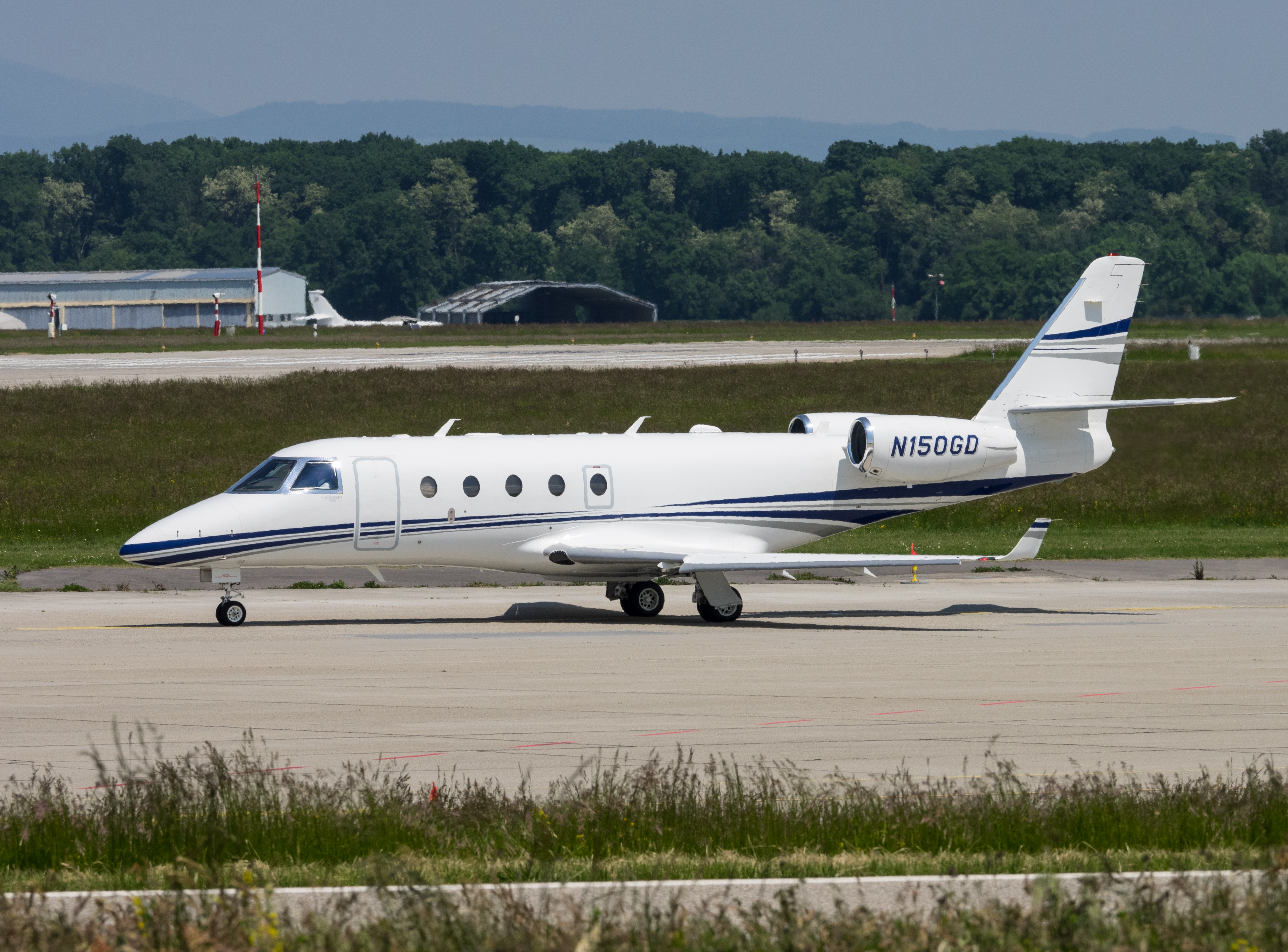
Gulfstream G150
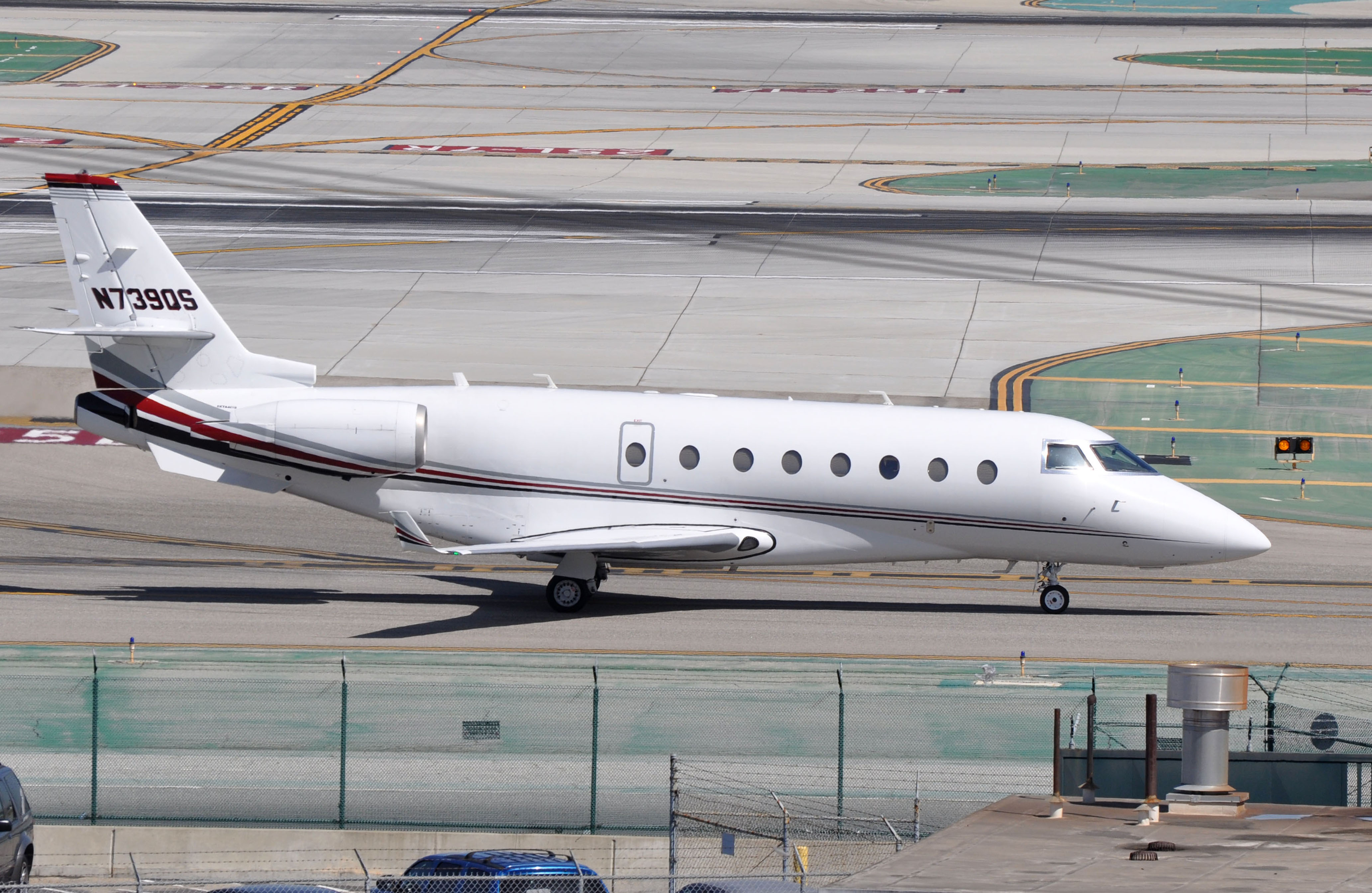
Gulfstream G200
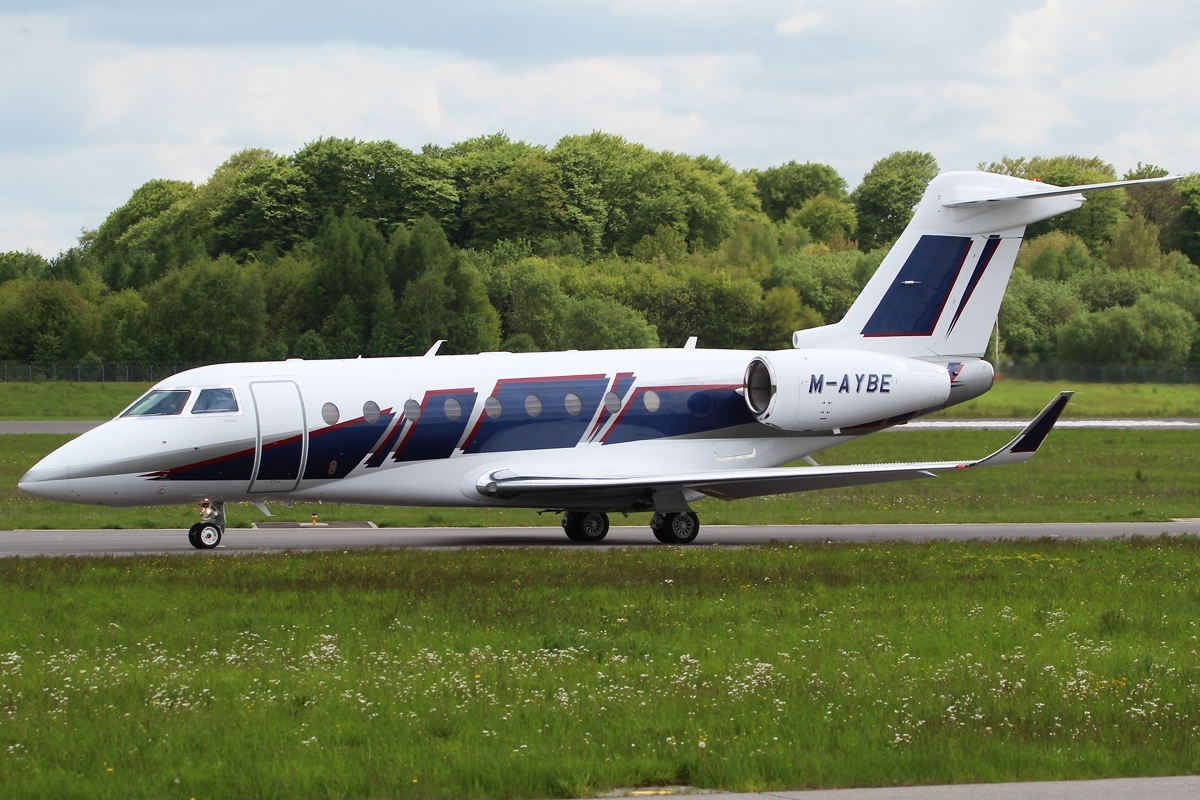
Gulfstream G280
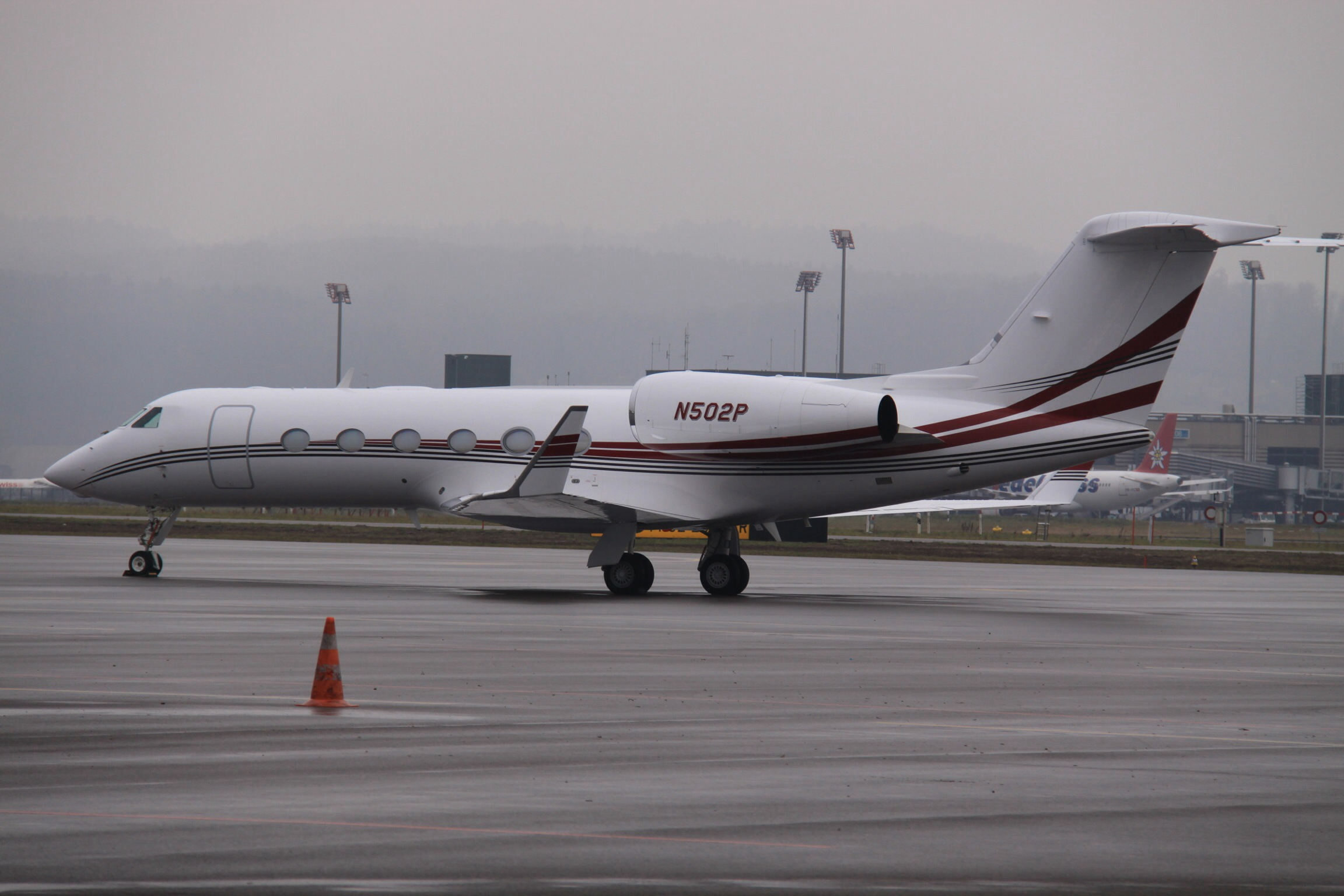
Gulfstream G450
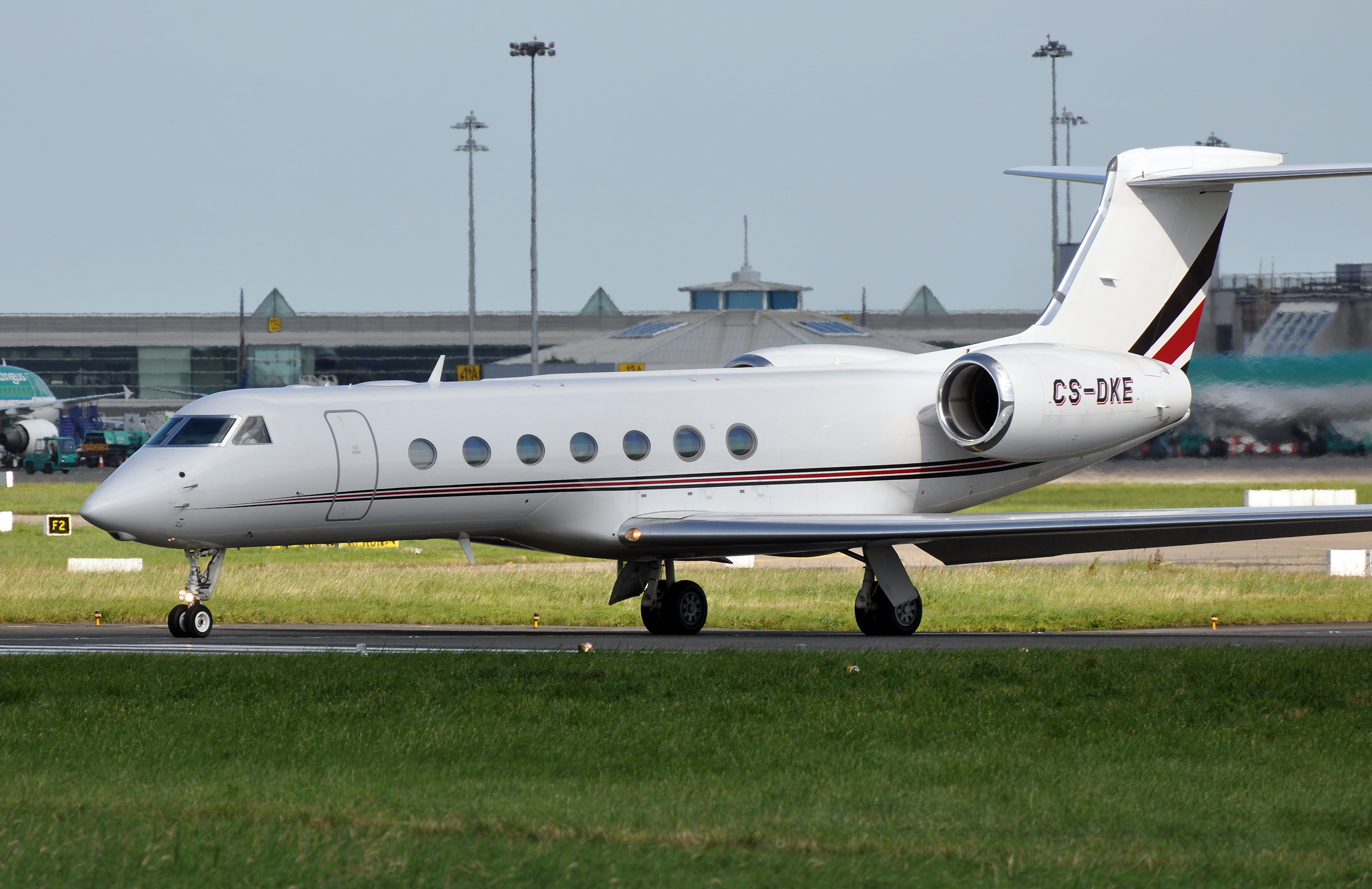
Gulfstream G500
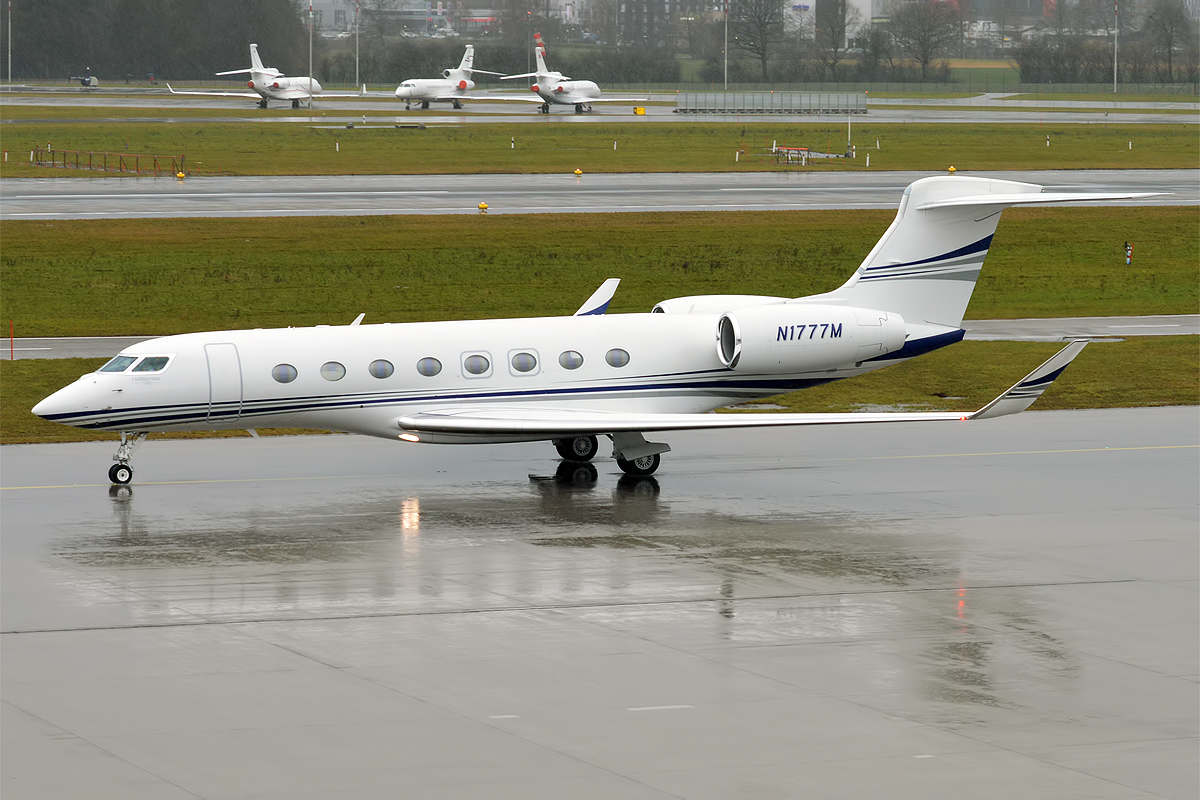
Gulfstream G650